# آلبرت پریوس
آلبرت پریوس (انگلیسی: Albert Preuß؛ ۲۹ ژانویهٔ ۱۸۶۴ – ۱ ژانویهٔ ۱۹۴۶) تیرانداز اهل آلمان بود.
وی در مسابقات کشوری و بین‌المللی در مجموع برندهٔ ۱ مدال برنز شده‌است.